# マッハメーター

マッハ数0.83を読み取るマッハメーターのイラスト。

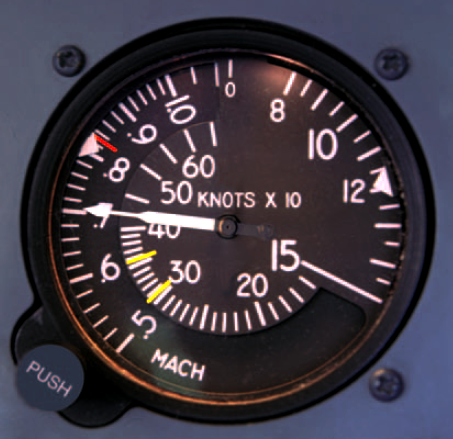
一般的なジェット機では、対気速度計とマッハメーターを1つの計器にまとめ、対気速度およびマッハ数を示す同心円状のインジケータを搭載している。

マッハメーター（まっはめーたー、英語: Machmeter）は、航空機のピトー静圧系統（英語: pitot-static system）に連なる航空計器。航空機の場所の音速に対する真の対気速度の比、すなわちマッハ数と呼ばれる無次元量を示す。
マッハメーターでは、これを小数で表示し、マッハ数1の音速で飛行する航空機は、「Mach 1」と表示される。

## 使用方法
遷音速飛行中の航空機が音速に近づくと、最初に臨界マッハ数に到達する。このときに機体表面の低圧領域を流れる空気が局所的に音速に達し、衝撃波が形成される。この状態で指示対気速度は、周囲温度によって変化し、さらに高度によっても変化する。したがって、指示対気速度は、差し迫った問題をパイロットに警告するには十分ではないが、マッハ数は有用であり、ほとんどの高速航空機は最大動作マッハ数（MMO とも呼ばれる）に制限されている。
たとえば、MMO がマッハ 0.83の場合、高度9,100 m (30,000 ft)では、国際標準大気での音速は1,093キロメートル毎時 (590 kn)であり、MMOでの真の対気速度は 906キロメートル毎時 (489 kn)である。音速は気温とともに増加するため、空気が9,100 m (30,000 ft)よりもはるかに暖かい3,000 m (10,000 ft) でのマッハ 0.83では、MMOでの真の対気速度は982 km/h (530 kn)となる。

## 動作
最新の電子マッハメーターは、ピトー管からの入力を使用して計算を行うエア・データ・コンピュータシステムからの情報を使用する。一部の古い機械式マッハメーターは、高度アネロイドと対気速度カプセルを使用しており、ピトー静圧をマッハ数に変換するが、計器誤差と位置誤差がある。

## 較正
亜音速流では、マッハメーターは以下に従って較正できる。
{\displaystyle {M}={\sqrt {5\left[\left({\frac {q_{c}}{p}}+1\right)^{\frac {2}{7}}-1\right]}}\,or,{M}={\sqrt {5\left[\left({\frac {p_{t}}{p}}\right)^{\frac {2}{7}}-1\right]}}\,}
ここで:
{\displaystyle \ M\,} は、マッハ数
qc は、衝撃圧(動圧)
{\displaystyle \ p} は、静圧
比熱の比率と仮定すると
ピトー管に衝撃波が発生した場合、必要な式はレイリーの超音速ピトー公式から導き出され反復的に解かれる。
{\displaystyle {M}=0.88128485{\sqrt {{\frac {p_{t}}{p}}\left(1-{\frac {1}{[7M^{2}]}}\right)^{\frac {5}{2}}}}}
ここで:
{\displaystyle \ p_{t}}は、通常の衝撃の後方で計測された全圧（停滞圧力）。
必要な入力は全圧と静圧。気温の入力は不要。